# Jacob de Bruin
Jacob de Bruin (ca. 1638 – 1722) var en dansk officer og godsejer.
Han skal have været af hollandsk slægt. Om hans ungdom vides intet. 1663 var han kaptajn i infanteriet, 1670–72 major, 1677 generaladjudant hos generalmajor Joachim Schack. 1679 blev han kommandant i fæstningen Frederiksort og chef for det samtidig der oprettede frikompagni. Rimeligvis var han som så mange andre fremmede officerer kommet her til landet under Den Skånske Krig og blev nu efter freden belønnet for sin tjeneste i krigen med den nævnte stilling. 1682 blev han ansat som kommandant på Christiansborg, en lille fæstning, som Christian V samme år lod opføre på venstre bred af Jahdebugten. 1687 blev han chef for Fynske Regiment, hvis 3 bataljoner i de påfølgende år var detacherede til forskellige steder og lande. Bruin selv blev her i landet, og efter at hans første hustru, Cathrine von Kotwiss, med hvem han allerede var blevet gift 1658, var død, giftede han sig i Rendsborg 27. juni 1691 med fru Cecilia Selmer, enke efter overkrigskommissær Christian Selmer til Selmershof (ved Rendsborg), som Bruin nu kom i besiddelse af. Ved denne lejlighed blev han stedfader til 10 børn. 1699 købte han godset Sandholt i Fyn.
Om Bruins deltagelse i den første del af Den Store Nordiske Krig vides kun lidet, men under de store forfremmelser, der fandt sted efter felttoget 1710, i hvilket der faldt og afskedigedes mange, blev han [generalmajor, og fra nu af tager han en virksom del i resten af krigen i Mecklenburg og Pommern. General Jobst von Scholten fremhæver ham særlig i sin rapport efter slaget ved Gadebusch 1712. Året efter tog Bruin sin afsked og søgte at bringe orden i sine private omstændigheder. Selmershof blev solgt 1718, da gården var svært behæftet, og samme år gjorde Københavns Universitet sine fordringer gældende på Sandholt gods, som også ved en Højesteretsdom blev det tilkendt. Bruin havde imidlertid giftet sig tredje gang, med Karen Krabbe (født ca. 1666), en datter af Tage Krabbe til Gunderslevholm og Kirstine Vind. Hun arvede ca. 1715 efter sin moster, etatsrådinde Monrath, godset Häckeberga m.m. i Skåne, som Bruin dermed blev ejer af, og som senere gik over til hendes og Bruins 6 døtre, imellem hvilke der i den anledning opstod en del, i sin tid meget omtalte, processer. Bruin døde i en høj alder 1722.